# Serge Lemoyne
Serge Lemoyne (Acton Vale, 13 giugno 1941 – Saint-Hyacinthe, 12 luglio 1998) è stato un pittore canadese originario del Québec, conosciuto anche come performance artist.
Tra tutte le sue esibizioni sono da ricordare l'omaggio al pittore Henri Matisse ed il "bleu, blanc, rouge". Protagonista di tali esibizioni fu il tema del Club de Hockey Canadien ed anche i tre colori della bandiera francese.
Uno dei più conosciuti lavori di Lemoyne è "Dryden", un espressivamente semplicistico ritratto di un giocatore di hockey.
Nel 2005 è stato girato il documentario Lemoyne di Simon Beaulieu, Benjamin Hogue, Christian Laramée.